# Fountain (Minnesota)
Fountain é uma cidade localizada no estado americano de Minnesota, no Condado de Fillmore.

## Demografia
Segundo o censo americano de 2000, a sua população era de 343 habitantes.
Em 2006, foi estimada uma população de 340, um decréscimo de 3 (-0.9%).

## Geografia
De acordo com o United States Census Bureau tem uma área de
2,1 km², dos quais 2,1 km² cobertos por terra e 0,0 km² cobertos por água. Fountain localiza-se a aproximadamente 398 m acima do nível do mar.

## Localidades na vizinhança
O diagrama seguinte representa as localidades num raio de 20 km ao redor de Fountain.